# Charaxes nagaensis
Charaxes nagaensis är en fjärilsart som beskrevs av Robert Christopher Tytler 1940. Charaxes nagaensis ingår i släktet Charaxes och familjen praktfjärilar. Inga underarter finns listade i Catalogue of Life.